# 真のスコットランド人論法
真のスコットランド人論法（しんのスコットランドじんろんぽう、英語: No true Scotsman)、または純粋さに訴える論証（英語: appeal to purity）は、 非形式的誤謬のひとつである。普遍汎化に対する反例を提出されたとき、トートロジーを用いて反例を除外することで主張を防衛しようとする行為をさす。普遍汎化を放棄したり反例を否定する証拠を提供したりせず、客観的な基準の代わりにレトリックを用いて汎化を修正し定義上その特定の反例を含まないようにする。このレトリックは「真の、純粋な、正真正銘の、真正の、本物の」など感情に訴えかけるだけで本質的な意味のない純粋さの形容という形をとる。

## 例
哲学教授のブラッドリー・ダウデンは、反駁された汎化の試みに対する「アドホックな救助」としてこの誤謬を説明している。以下はこの誤謬の簡略化された一例である。
A: 「スコットランド人は粥に砂糖を入れないんだそうだ。」

B: 「私の叔父はスコットランド人だけど、粥に砂糖を入れていたよ。」

A: 「でも、真のスコットランド人は粥に砂糖を入れないんだよ。（But no true Scotsman puts sugar on his porridge.）」

## 使われる例
真のスコットランド人論法は主張者が以下の条件を満たしたときに使われたといえる。
- 論駁された当初の主張から公に撤退しない
- 特定の都合の悪い反例を定義的に除外するよう変更した主張をする
- レトリックを用いてその変更を隠す

純粋さへの訴えは、一般的に、肩入れしている集団の擁護に関連している。スコットランド人と見なされている誰かが凶悪な犯罪を犯した場合、スコットランドの国民の誇りの問題が危機に瀕していると想像できる。このとき、あるスコットランド人が犯した罪が他のスコットランド人と関連付けられる（これは関連性の誤謬である）ことを恐れ、この特定の構成員や行動がグループに所属することを否認する動きが出てくるかもしれない。「真のスコットランド人はそのようなことはしないはずだ」というのである。すなわち、「そのようなこと」をする人はトートロジー的に（定義的に）グループから除外され、そのグループのよい性質に対する反例にならないようにするのである。

## 誤謬でない場合
ロバート・アンダーソンは、「真のスコットランド人は……」というフレーズは必ずしも誤謬ではないと主張している。それは、このフレーズに含まれる「真」という用語の構文的文脈に依存するのだという。
一般に、「真のスコットランド人」論法は「スコットランド人」にあたるものが文が指す対象と相容れない場合には正しい可能性がある。例えば、菜食主義は肉を食べないことであると明白に定義されている。したがって、「真の菜食主義者は肉を食べない」は「私の友達は菜食主義者だが、肉を食べる」に対する間違ってはいない応答になりうる。肉を食べることはベジタリアンであることと語義からして相容れないからである。